# Hans Lodeizen
Hans Lodeizen fou un poeta neerlandès. Va néixer el 20 de juliol de 1924 a Naarden i va morir a Lausana el 26 de juliol de 1950. Des de la seva primera publicació el 1950, continua sent un dels poetes en llengua neerlandesa més llegits.

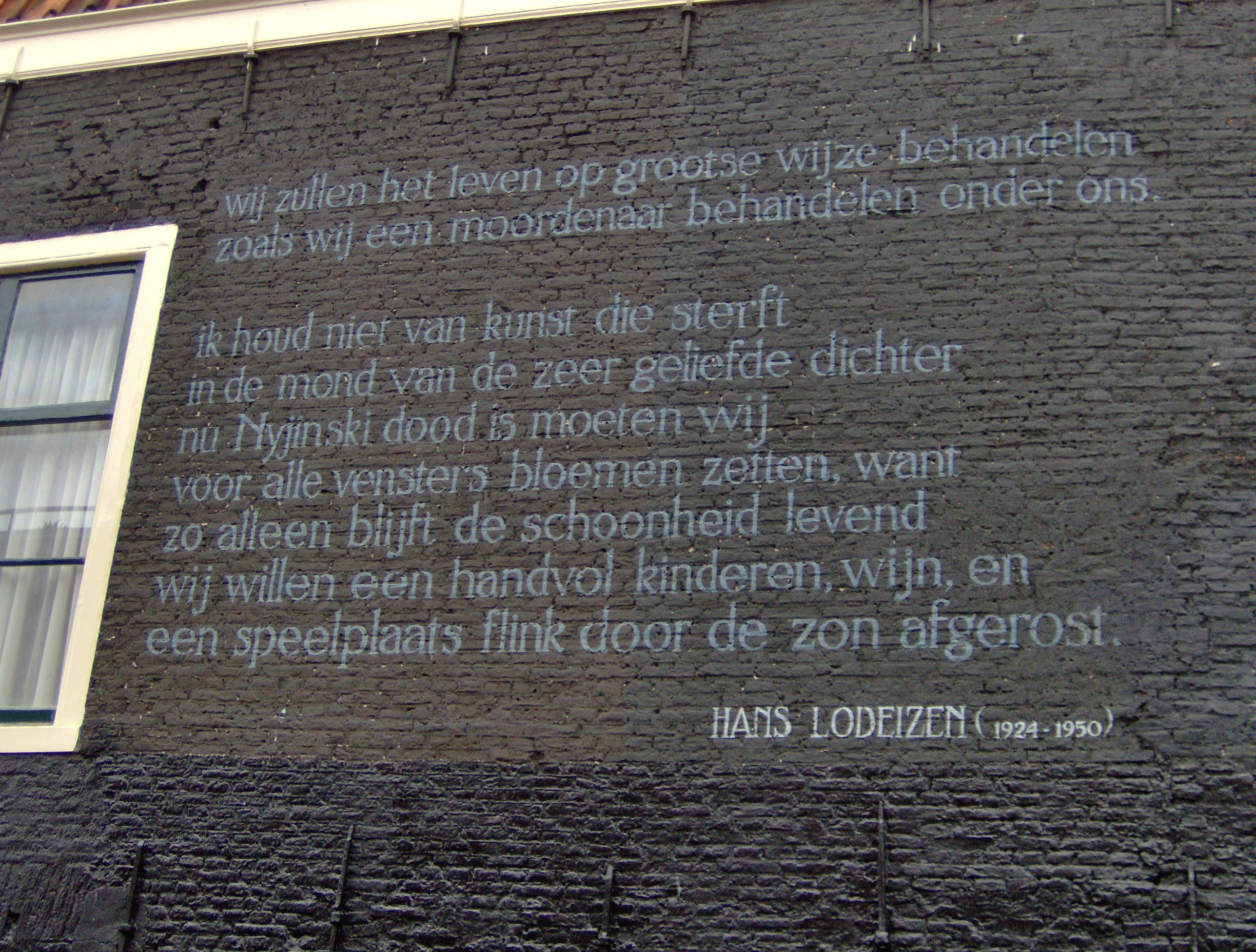
Poema mural Wij zullen leven (viurem) al carrer Haarlemmerstraat a Leiden

Va escriure una poesia de somni d'un món millor. Troba la seva motivació al seu desig d'un altre món al qual el seu amor pels homes es pot viure sense límits. Durant la seva breua vida, Hans Lodeizen va cercar una estètica que podia donar-li dret a existir. Li va reeixir més o menys malgrat una mort prematura. Pòstumament per la seva obra va ensenyar aquest camí a molts altres. El poeta Hans van de Waarsenburg va testimoniejar: «El joc amb somni i realitat de Lodeizen semblava coincidir amb el meu propi afany de somnis i d'il·lusions, que la vida de tots els dies feia impossibles o enteroblits. Poemes complets seus, una estrofa darrere l'altra eren emplastres a l'ànima de noi, adolorida, injuriada o tocada».
| « | o, mijn vriend, deze wereld is niet de echte ah, mon amic, aquest món no és el món veritable. | » |

Va morir el 30 de maig de 1950 a Lausana (Suïssa) a l'edat de 26 anys. El 1951 va rebre pòstumament el Premi Jan Campert

## Obra
- Het innerlijk behang (El tapís interior) (1950)

Obra pòstuma
- Gedichten 1952 (Poemes)
- Nagelaten werk 1969 (Obra pòstuma)
- Verzamelde gedichten 1996 (Obra completa)[5]